# Follow God
«Follow God» — пісня американського репера Каньє Веста, випущена 8 листопада 2019 року як головний сингл з його дев’ятого студійного альбому Jesus Is King на лейблах GOOD Music і Def Jam. Пісню спродюсували Каньє Вест, BoogzDaBeast і Xcelence.
Це релігійний хіп-хоп трек. Текст пісні розповідає про зв’язок Каньє Веста з його батьком, який стосується як Бога, так і його біологічного батька Рея Веста, тоді як сенс бути «подібним до Христа» ставиться під сумнів. Каньє Вест виконав пісню з хором недільної служби в рамках своїх концертів недільної служби в 2019 році.

## Комерційний успіх
«Follow God» дебютував під номером 7 у Billboard Hot 100. Пісня також потрапила в топ-10 у дев'яти інших країнах, включаючи Австралію, Канаду та Великобританію. Пізніше пісня отримала платиновий сертифікат від RIAA.

## Критика
Пісня отримала загалом позитивні відгуки музичних критиків; багато хто назвав його найкращим треком на Jesus Is King. Критики високо оцінили стрибаючий ритм і семпл Whole Truth, а також похвалили флоу і темп репу Каньє Веста. У 2020 році ця пісня була визнана найкращою госпел-піснею та найкращою записаною піснею року в стилі реп/хіп-хоп на Billboard Music Awards та 51-й церемонії вручення нагород GMA Dove Awards.

## Музичне відео
Супровідне музичне відео було випущено 7 листопада 2019 року. У ньому показано, як Каньє та його батько Рей їздять на квадроциклах у снігу в Коді, штат Вайомінг. Відео завершується повідомленням від Каньє про його стосунки з Реєм Вестом.
Відеокліп набрав понад 1,6 мільйона переглядів на YouTube після перших 14 годин після виходу. Станом на січень 2024 року кліп набрав 55 мільйонів переглядів.

## Чарти
| Чарт (2019)                                 | Пікова позиція |
| ------------------------------------------- | -------------- |
| Австралія (ARIA)                            | 7              |
| Австрія (Ö3 Austria Top 75)                 | 29             |
| Бельгія (Ultratip Flanders)                 | 1              |
| Бельгія Urban (Ultratop Flanders)           | 13             |
| Бельгія (Ultratip Wallonia)                 | 28             |
| Канада (Canadian Hot 100)                   | 6              |
| Чехія (Singles Digitál Top 100)             | 18             |
| Данія (Tracklisten)                         | 11             |
| Естонія (Eesti Tipp-40)                     | 9              |
| Франція (SNEP)                              | 54             |
| Греція International Digital Singles (IFPI) | 22             |
| Угорщина (Stream Top 40)                    | 11             |
| Ісландія (Plötutíðindi)                     | 12             |
| Ірландія (IRMA)                             | 5              |
| Італія (FIMI)                               | 53             |
| Латвія (LAIPA)                              | 4              |
| Литва (AGATA)                               | 4              |
| Нідерланди (Mega Single Top 100)            | 40             |
| Нова Зеландія (RIANZ)                       | 6              |
| Норвегія (VG-lista)                         | 13             |
| Португалія (AFP)                            | 14             |
| Сінгапур (RIAS)                             | 28             |
| Словаччина (Singles Digitál Top 100)        | 8              |
| Швеція (Sverigetopplistan)                  | 18             |
| Швейцарія (Media Control AG)                | 14             |
| Велика Британія (Official Charts Company)   | 6              |
| Велика Британія (UK R&B Chart)              | 2              |
| США (Billboard Hot 100)                     | 7              |
| 1                                           |                |
| США Gospel Songs (Billboard)                | 1              |
| США (Hot R&B/Hip-Hop Songs) (Billboard)     | 3              |
| США (Rhythmic) (Billboard)                  | 17             |
| США Rolling Stone Top 100                   | 2              |